# Каранг-Бару
Каранг-Ба́ру (Jawoë: كارڠ بارو) — місто та район у провінції Ачех в Індонезії та є центром (столицею) регентства Ачех Таміанг. Він займає площу 139,45 км 2 і мав населення 36 226 за переписом 2010 року та 43 535 за переписом 2020 року офіційна оцінка на середину 2021 року становила 44 117.